# Whiskey in the Jar
"Whiskey in the Jar" (Roud 533) er en berømt traditionel irsk sang, der foregår i de sydlige bjerge i Irland, og som nævner countiene Cork og Kerry samt Fenit, der er en landsby i County Kerry. Sangen handler om en rapparee (landevejsrøver), som bliver forrådt af sin kone eller elskerinde. Det er en af de populæreste traditionelle irske sange og en ofte sunget drikkevise. Den er indspillet af adskillige professionelle musikere siden 1950'erne.
Sangen nåede ud til et bredere publikum, da den folkemusikgruppen The Dubliners spillede den som deres signatursang, og indspillede den på tre albums i 1960'erne. Det irske rockband Thin Lizzy byggede videre på deres succes og kom ind på både Irish Singles Chart og UK Singles Chart i de tidligere 1970'ere. I 1990 genindspillede The Dubliners sangen med The Pogues i en hurtigere mere rocket version og nåede #4 i Irland og #63 i Storbritannien. Det amerikansk metalband Metallica bragte sangen ud til et bredere rockpublikum i 1998 med deres version, som var meget lig den, Thin Lizzy indspillede, men dog med en tungere lyd. Metallicas version vandt en Grammy i år 2000 for Grammy for bedste hard rock-præstation.

## Hitlister (The Dubliners/Pogues)
| Hitliste (1990)                                  | Højeste placering |
| ------------------------------------------------ | ----------------- |
| Irland (IRMA)                                    | 4                 |
| Storbritannien Singles (Official Charts Company) | 63                |

## Indspilninger
Delvis diskografi:
- Seamus Ennis – World Library of Folk and Primitive Music, Vol. 2: Ireland 1951 (Alan Lomax field recording)
- Burl Ives – Songs of Ireland 1958, som "Kilgary Mountain"
- The Highwaymen – Encore 1962
- The Brothers Four – In Person 1962, som "Kilgary Mountain"
- The Limeliters – Sing Out! 1962, som "Kilgary Mountain"
- Robert De Cormier – Dance Gal - Gimme the Banjo 1964, som "Kilgary Mountain"
- The Seekers – The Seekers 1964
- Peter, Paul & Mary – A Song Will Rise 1965, as "Gilgarra Mountain"
- Joe Dassin – Mâche ta chique 1965
- The Dubliners – 1967 (Album), 1968 (Single), 1969 (Album)
- Thin Lizzy – 1972 (Single)
- Euskefeurat – Mutta Herra Jumala 1982
- The Pogues – 1990, med The Dubliners
- Darby O'Gill – Waitin' for a Ride 1996
- Metallica – Garage Inc. 1998
- Smokie (band) – Uncovered 2000
- The Poxy Boggards – Lager Than Life 2002
- Johnny Logan på albummet The Irish Connection (2007)
- Blaggards – Live in Texas 2010
- Celtic Thunder – Heritage 2011
- Nolwenn Leroy – Bretonne 2011 (kun deluxversionen)
- Daniel Kobialka – som "Gift of Dreams", en New Age-version
- El Cuarteto de Nos – Habla tu espejo 2014, as "Whisky en Uruguay"

Sangen er også blevet indspillet af folkemusikgrupper som Roger Whittaker, The Irish Rovers, Seven Nations, Off Kilter, King Creosote, Brobdingnagian Bards, Charlie Zahm, and Christy Moore.
The Clancy Brothers har aldrig indspillet sangen. Forvirringen stammer fra albummet Irish Drinking Songs med separate sange af The Dubliners og The Clancy Brothers, hvoraf førstenævnte synger "Whiskey in the Jar"; på samme album synger Clancy Brothers sangen "Whiskey, You're The Devil", hvori linjen "There's whiskey in the jar" høres flere gange. Liam Clancy indspillede sangen med sin søn og nevø på albummet Clancy, O'Connell & Clancy i 1997, og Tommy Makem indspillede den på albummet The Song Tradition i 1998. The High Kings, udgav en version i februar 2011 sammen med Bobby Clancys søn Finbarr.